# Ismet Popovac
Ismet Popovac (u. Trebinje, 21. kolovoza 1943.), vođa četničke muslimanske milicije u istočnoj Hercegovini u NDH. Po struci liječnik. Istaknuti četnik iz Nevesinja. Bivši gradonačelnik Konjica. 
Predratni član srpsko-jugoslavenski usmjerenog Muslimanskog kulturnog i prosvjetnog društvu Gajret.
Dr Ismet Popovac, zatim sudac iz Mostara Mustafa Pašić, te Mustafa Mulalić iz Livna, bili su glavni ideolozi i propagatori četničkog pokreta Draže Mihailovića među muslimanima Hercegovine i Mostara te su još rane 1942. godine radili na osnivanju muslimanskih četničkih odreda. Ustaška nadzorna služba ga je pratila preko svojih infiltriranih doušnika. On i Mustafa Pašić su sa svojim uglednijim istomišljenicima, njih četrdesetak, održali tajni sastanak, čija je svrha bila što masovnije pridruživanje muslimana četnicima u borbi protiv ustaša i NDH. Na sastanku se odlučilo formirati pet do šest četničko-muslimanskih bataljuna u Istočnoj Hercegovini. Popovac i Pašić su sredotičili si djelovanje na područja Mostara, Gacka, Konjica i Nevesinja.
Nudio je Draži Mihailoviću suradnju muslimana s četnicima protiv NDH.
Pristaša talijanskih inicijativa za osnivanje četničko-muslimanskih milicija, koje su u istočnoj Hercegovini. Inicijative su prihvatili samo jugoslavensko-prosrpski opredijeljeni muslimani poput Popovca i dr. Ove "bande", koliko se tiče područja NDH, su zapravo bile mobilne četničke postrojbe, koje su primale potpunu opskrbu i plaću od talijanske vojske i bile spremne na borbu na širem području. Takvih je bilo nešto više od 20.000. Dio tih četnika bili su etnički Hrvati (njih oko 800) iz redova ORJUNE, a Talijani su uspjeli privući također i oko 700 muslimana predvođenih Ismetom Popovcem. Četničke straže na terenu su Talijani dijelili na  "Bande legalizzate" e "Bande non legalizzate", te su također surađivale s Talijanima i primali od njih pomoć u materijalu i novcu.
Njegova se milicija zvala Muslimanska nacionalna vojna organizacija. Poginuo je u partizanskoj zasjedi 21. kolovoza 1943. godine kod Trebinja. 

## Vanjske poveznice
- (srp.) Pogledi  Arhivirana inačica izvorne stranice od 9. srpnja 2019. (Wayback Machine) Muslimani u četnicima